# 김장섭 (정치인)
김장섭(金長涉, 일본식 이름: 金山長涉 또는 金山博信, 1909년 8월 7일 ~ 1993년 12월 21일)은 일제강점기부터 활동한 법조인이며 대한민국의 정치인이다.

## 생애
일본에 유학하여 메이지 대학 법학부를 졸업하고 1940년 고등문관시험 사법과에 합격하여 법조계에 들어섰다. 일제 강점기 동안 광주지방법원 검사, 신의주지방법원 판사 등을 지냈다.
미군정 하에서 그대로 검사로 임용되어 대구고등법원 검사를 거쳐 대구고등법원 부장검사, 부산지방검찰청 진주지청에 올랐다. 1953년에는 대한민국 법무부 검찰국장 겸 대검찰청 이사관이 되었고, 1954년에 서울지방검찰청 검사장에 임명되었다. 대검찰청 검사를 거쳐 변호사를 개업했다.
제1공화국 말기에 내무부와 농림부에서 차관을 지냈으며, 김익노의 당선무효로 치러진 1960년의 대한민국 제4대 총선 보궐선거에서 자유당 소속으로 고향인 영일에서 당선되면서 정계에 입문했다. 이후 무소속으로 한 차례, 민주공화당 소속으로 두 차례 더 당선되어 4선 의원을 역임했다.
한일협회 회장과 대한민국 제7대 국회 법제사법위원회 위원장을 지냈으며, 《대한민국건국십년지》에는 국회 내의 법이론가로 통한다는 인물평이 적혀 있다.

## 역대 선거 결과
|  | 70.0% |

|  | 10.70% |

|  | 49.05% |

|  | 43.86% |